# Moulin de la Bruère
Le moulin de la Bruère est un moulin construit sur le Loir dès le XIVe siècle à proximité de La Flèche dans le département de la Sarthe. Sauvegardé par la municipalité en 1994, il est entretenu par l'association des « Amis du moulin de la Bruère ». Il est le dernier moulin de France à produire des pains de glace à rafraîchir.

## Histoire

### De la fondation du moulin à nos jours

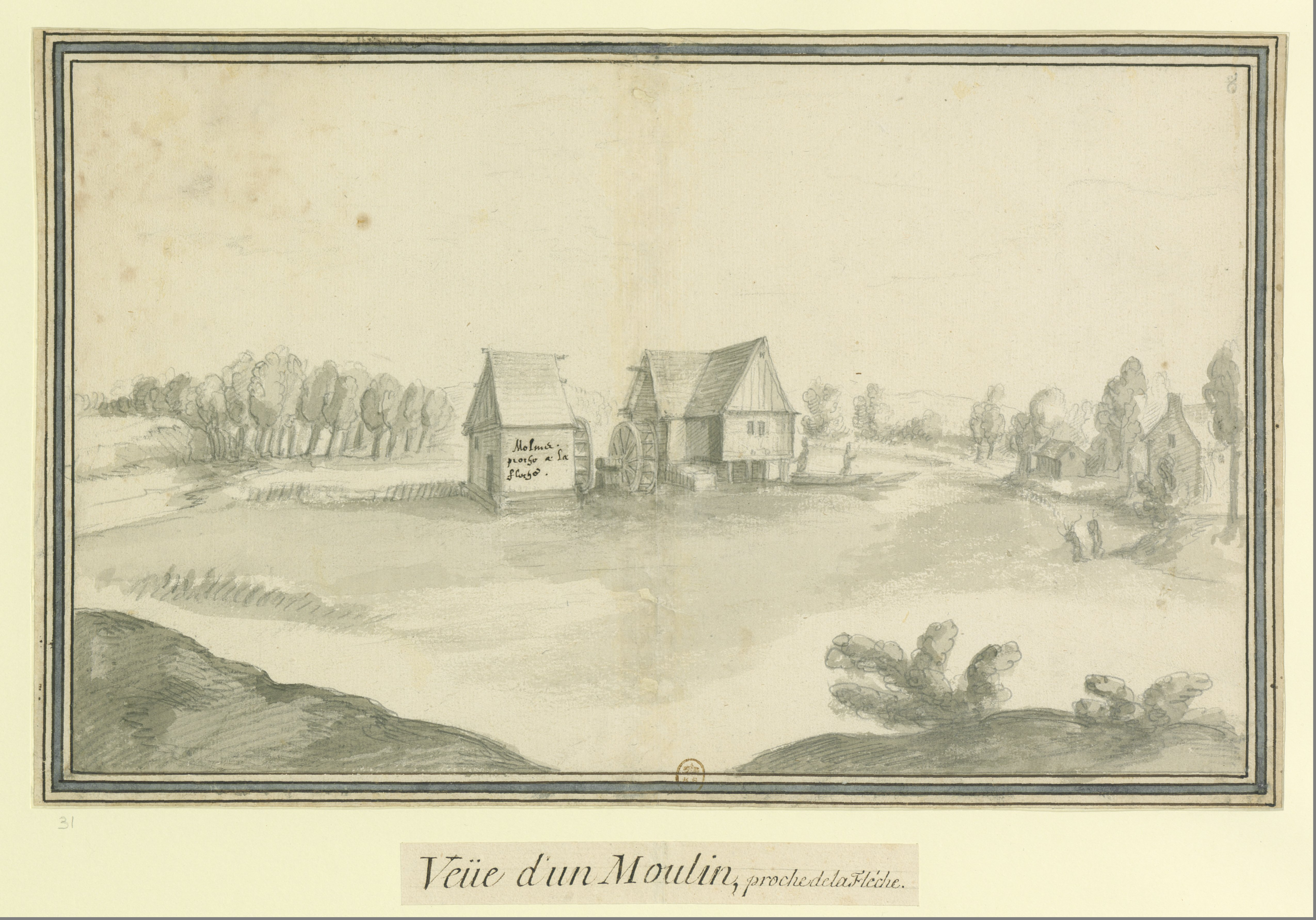
Dessin d'Étienne Martellange représentant le moulin de la Bruère en 1612.

En 1096, Hubert des Pouliers, seigneur de Sainte-Colombe, petite paroisse située à proximité de La Flèche, accorde aux moines du prieuré de ce même lieu l'établissement d'un moulin et d'une écluse sur le Loir. Les fondations du moulin actuel datent du XIVe siècle. En 1614, le moulin devient propriété de Guillaume Fouquet de la Varenne, seigneur de La Flèche, qui en fait l'acquisition.
Au début du XIXe siècle, trois moulins étaient présents sur le site de la Bruère. Les moulins de la Bruère sont vendus comme biens nationaux en 1813. Deux d'entre eux, situés sur une île, sont abandonnés au début du XXe siècle, tandis que le moulin en rive est conservé.
Le moulin de la Bruère cesse de fonctionner en 1992 après le départ de son dernier gérant. La municipalité fait l'acquisition du moulin en 1994 et confie sa sauvegarde et son entretien à l'association des « Amis du moulin de la Bruère » en 1995. L'association est chargée de maintenir le moulin en activité et met en place des aménagements pour permettre les visites.

### Les productions du moulin
Les moulins de la Bruère ont connu des productions variées au fil des siècles. D'abord utilisés pour produire de la farine de blé ou de seigle, ils ont ensuite servi à battre le chanvre et le trèfle, à fouler le drap, à scier du bois puis à presser de l'huile. En 1832, un des bâtiments devient une papeterie. Au début du XXe siècle, alors que les deux autres moulins sont abandonnés, le moulin en rive produit de l'électricité. Face à la concurrence des minoteries industrielles, le moulin de la Bruère se spécialise dans la production de farines pour la nourriture des animaux et la production de pains de glace à rafraîchir. Il est aujourd'hui le dernier moulin de France à produire de la glace.

## Description

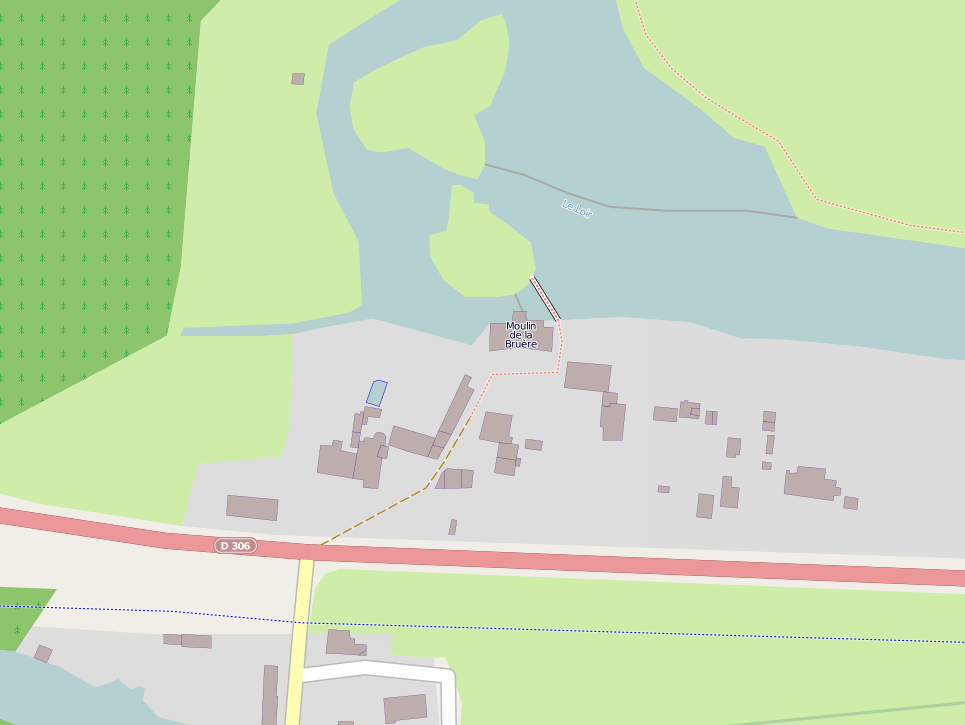
Carte des environs du moulin de la Bruère.

Le moulin de la Bruère est construit sur la rive gauche du Loir, au sud-est de La Flèche. Pour assurer le bon fonctionnement du moulin, un barrage en travers du Loir, long de 120 m, crée une chute d'eau de 80 cm de hauteur qui entraîne la roue à aubes. Construite en bois de chêne et en métal, la roue à aubes présente des dimensions imposantes : 6 m de diamètre et 4 m de large pour un poids total de 15 tonnes. Un moteur diesel Ruston, qui développe une puissance de 28 chevaux-vapeur, remplace la roue à aubes quand celle-ci est arrêtée lors des périodes de crues ou de son entretien.
L'atelier glace, installé en 1929 et mis en service en 1936, permettait de produire 10 tonnes de glace chaque jour. Le système de fabrication consiste à plonger des bacs en tôle (appelés mouleaux) remplis d'eau potable dans une cuve où baigne un liquide incongelable refroidi à une température de −12 °C. Restauré en 1998, ce système a permis la reprise de la production des pains de glace dès 1999.
L'atelier meunerie se compose de deux meules horizontales, l'une fixe, appelée « dormante », et l'autre mobile, appelée « roulante ». Elle permet la fabrication de boulange et d'aplatis destinés aux animaux. Deux dynamos reliés à ce mécanisme permettaient autrefois la production d'électricité pour l'éclairage du moulin et la consommation personnelle du meunier.